# Pachnephorus pilosus
Pachnephorus pilosus – gatunek chrząszcza z rodziny stonkowatych i podrodziny szczerotków. Zamieszkuje palearktyczną Eurazję.

## Taksonomia
Gatunek ten opisany został po raz pierwszy w 1790 roku przez Pietra Rossiego pod nazwą Cryptocephalus pilosus. W 1797 roku Georg Wolfgang Franz Panzer opisał go niezależnie jako Cryptocephalus aeneus i pod tą nazwą wyznaczony został w 1836 roku przez Auguste’a Chevrolata gatunkiem typowym rodzaju Pachnephorus.

## Morfologia
Chrząszcz o podługowatym, prawie walcowatym ciele długości od 2,5 do 3,6 mm. Głowa, przedplecze i pokrywy są czarnomosiężne i porośnięte rzadkimi łuseczkami, a pokrywy ponadto gęstym i delikatnym owłosieniem. Czułki są w połowie bliższej czerwonawe, a w części odsiebnej smoliście czarne. Stosunkowo szerokie przedplecze ma zaokrąglone boki i całą powierzchnię punktowaną równomiernie. Punktowanie wtórne na międzyrzędach pokryw jest gęste i nieregularnie rozmieszczone. Kolor odnóży jest brunatnoczarny do czarnego. Golenie pary środkowej i tylnej mają niewielki ząbek na szczycie zewnętrznej krawędzi.

## Ekologia i występowanie
Owad ten zasiedla stanowiska piaszczyste porośnięte niską roślinnością oraz nasłonecznione stoki. Larwy są wąskimi oligofagami astrowatych, żerującymi na korzeniach (ryzofagia). Wśród ich roślin żywicielskich wymieniane są oman łąkowy, oman wierzbolistny, Inula helvetica i płesznik czerwonkowy.
Gatunek palearktyczny. W Europie znany jest z Hiszpanii, Francji, Belgii, Luksemburga, Niemiec, Szwajcarii, Liechtensteinu, Austrii, Finlandii, Estonii, Łotwy, Litwy, Polski, Czech, Słowacji, Węgier, Białorusi, Ukrainy, Rumunii, Bułgarii, Słowenii, Chorwacji, Bośni i Hercegowiny, Serbii, Czarnogóry, Albanii oraz europejskich części Rosji i Turcji, w Azji zaś z syberyjskiej części Rosji, anatolijskiej części Turcji oraz Azerbejdżanu. Na „Czerwonej liście gatunków zagrożonych Republiki Czeskiej” umieszczony został jako gatunek krytycznie zagrożony wymarciem (CR).